# 1899 no teatro

## Nascimentos
| Data           | Nome            | Profissão                                | Nacionalidade  | Observações | Ref |
| -------------- | --------------- | ---------------------------------------- | -------------- | ----------- | --- |
| 5 de julho     | Marcel Achard   | actor                                    | França         | m. 1974     |     |
| 17 de julho    | James Cagney    | actor                                    | Estados Unidos | m. 1986     |     |
| 20 de setembro | Elliott Nugent  | director, actor, roteirista e dramaturgo | Estados Unidos | m. 1980     |     |
| 16 de dezembro | Noël Coward     | compositor, dramaturgo, ator e escritor  | Reino Unido    | m. 1973     |     |
| 25 de dezembro | Humphrey Bogart | actor                                    | Estados Unidos | m. 1957     |     |

## Mortes
| Data | Nome | Profissão | Nacionalidade | Observações | Ref |
| ---- | ---- | --------- | ------------- | ----------- | --- |